# 必勝テクニック完ペキ版
『必勝テクニック完ペキ版』（ひっしょうテクニックかんペキばん）は徳間書店から刊行された月刊漫画雑誌『月刊わんぱっくコミック』から発行されたファミコンゲーム攻略漫画。
単行本は全31巻で、わんぱっくコミックスレーベル全67冊のうち、復刻版の「ど根性ガエル」を除いた半数以上を占めており、ファミコンゲーム漫画専門雑誌といわれていたわんぱっくコミックを象徴するシリーズである。
単行本は『わんぱっくコミック』誌上で掲載された作品を編集したアンソロジー作品と、描き下ろし作品が存在する。また攻略パートを描き下ろしで、それ以外は本誌掲載のコミカライズ作品を掲載させるといった形式もあり、漫画作品としても読むことができる。
しかし、ゲームの発売に合わせなければならなかったため、必然的に執筆期間が短く、11巻以降の描き下ろし作品は一部を除いてクオリティが低下した。またゲームソフトの容量が増加するにつれ、単行本1冊では収まらず、特に「リンクの冒険」は当初しごと大介が執筆していたが体調不良により降板し、第2巻以降はみなづき由宇が代筆し、単行本3冊にわたる長丁場となった。そのため31巻の「新・鬼ヶ島」下巻を最後に通常のゲーム攻略本である「必勝完ペキ本」に移行した。
『わんぱっくコミック』本誌の判型が変わる直前、多数の『必勝テクニック完ペキ版』を手がけていたみなづき由宇が「ディープダンジョン外伝」の連載を始め、「クレオパトラの魔宝」以降は本誌でも新たな作品は掲載されなかった。

## 単行本リスト
| 巻数 | 収録タイトル                                   | 作者名                                  | 備考 |
| ---- | ---------------------------------------------- | --------------------------------------- | --- |
| 1    | スーパーマリオブラザーズ、チャレンジャー 他    | こばやし将 すすおやすき                 | スーパーマリオブラザーズ - こばやし将 ボンバーマン - こばやし将 チャレンジャー - すすおやすき ロードランナー - こばやし将 レッキングクルー - すすおやすき |
| 2    | グーニーズ、ボコスカウォーズ 他                | みなづき由宇 こばやし将 乱丸 魚戸おさむ | ツインビー - こばやし将 グーニーズ - みなづき由宇 マグマックス － こばやし将 いっき- 魚戸おさむ ボコスカウォーズ - 乱丸 ルナーボール - 乱丸 |
| 3    | マイティボンジャック                           | しごと大介                              | |
| 4    | ゼルダの伝説                                   | こばやし将                              | |
| 5    | 魔界村                                         | 沢田ユキオ                              | |
| 6    | かんしゃく玉なげカン太郎の東海道五十三次       | しごと大介                              | |
| 7    | スーパーマリオブラザーズ2                      | こばやし将                              | |
| 8    | アトランチスの謎、スーパーマリオブラザーズ2 他 | みなづき由宇 こばやし将 他              | アトランチスの謎 - みなづき由宇 グラディウス - こばやし将 ハイドライドスペシャル - こばやし将 影の伝説 - 大野克彦 スパイvsスパイ - 斉藤たろう スーパーマリオブラザーズ2〔ワールド1〕 - 大野克彦 スーパーマリオブラザーズ2〔ワールド2〕 - 斉藤たろう スーパーマリオブラザーズ2〔ワールド3~9〕 - 大野克彦 |
| 9    | ソロモンの鍵                                   | 斉藤たろう                              | |
| 10   | メトロイド                                     | みなづき由宇                            | ゲームセンターCXで有野がリドリー攻略の際に参考にした。 |
| 11   | 機動戦士Ζガンダム・ホットスクランブル          | 山田次郎                                | |
| 12   | じゃじゃ丸の大冒険                             | 大野克彦                                | |
| 13   | 戦場の狼                                       | 斉藤たろう                              | |
| 14   | スーパースターフォース                         | 相原和典                                | |
| 15   | スーパーピットフォール、スペースハンター 他    | みなづき由宇 乱丸 すずおやすき 他       | スペースハンター - 乱丸 スーパーピットフォール - みなづき由宇 スーパーゼビウス ガンプの謎 - みぞろぎ考 テラクレスタ - 高梨鉄平 ソロモンの鍵 - 高梨鉄平 バナナ - すずおやすき |
| 16   | デットゾーン                                   | こばやし将                              | 前半は描き下ろしの攻略漫画、後半は『わんぱっく』本誌掲載のコミカライズ漫画。 |
| 17   | レイラ                                         | みなづき由宇                            | 前半は描き下ろしの攻略漫画、後半は『わんぱっく』本誌掲載のコミカライズ漫画。 |
| 18   | プロ野球ファミリースタジアム                   | 大野克彦                                | |
| 19   | ドラゴンバスター                               | 田村良介                                | |
| 20   | スーパーゼビウス ガンプの謎、マドゥーラの翼 他 | 乱丸 すずおやすき 斉藤たろう 他         | プロレス - 斉藤たろう マドゥーラの翼 - 乱丸 元祖西遊記スーパーモンキー大冒険 - 乱丸 アイギーナの予言 - すずおやすき 長靴をはいた猫 世界一周80日大冒険 - すずおやすき スーパーゼビウス ガンプの謎 - 乱丸                                                                                                 |
| 21   | 光神話 パルテナの鏡                            | こばやし将                              | |
| 22   | 消えたプリンセス                               | 高梨鉄平                                | |
| 23   | リンクの冒険 (1)                               | しごと大介                              | |
| 24   | 花のスター街道                                 | 大野克彦                                | |
| 25   | ポケットザウルス 十王剣の謎                    | すずおやすき                            | |
| 26   | アルゴスの戦士 はちゃめちゃ大進撃              | みなづき由宇 熊倉いさお                 | みなづき由宇の攻略漫画と本誌掲載された熊倉いさお作品を掲載。 |
| 27   | リンクの冒険 (2)                               | みなづき由宇                            | |
| 28   | リンクの冒険 (3)                               | みなづき由宇                            | |
| 29   | 聖剣サイコカリバー 魔獣の森伝説                | みなづき由宇 たまだとしみつ             | みなづき由宇の攻略漫画、たまだとしみつのコミカライズ作品、共に本誌掲載された。両名の競作名義。 |
| 30   | 新・鬼ヶ島 上                                  | みなづき由宇                            | |
| 31   | 新・鬼ヶ島 下                                  | みなづき由宇                            | |
| 番外 | 謎の村雨城                                     | やまと虹一 みなづき由宇                 | 名義はやまと虹一。みなづき由宇の攻略漫画は付録扱いである。そのため必勝テクニック完ペキ版には含まれない（26巻とは逆のケース）。単行本収録の際ラスボスの攻略が加筆されている。 |

## 単行本未収録作品
- ファンタジーゾーン（もりけん）
- クレオパトラの魔宝（みなづき由宇）
- スーパースターフォース本誌掲載分（高橋鉄平） - 単行本では収録されなかった最終ダンジョンの攻略。
- 消えたプリンセス（みなづき由宇）
- 愛戦士ニコル（みなづき由宇）
- エスパードリーム（みなづき由宇）
- ハオ君の不思議な旅（こばやし将）
- アルゴスの戦士（田村良介）